# Società Sportiva Lazio 1983-1984
Questa voce raccoglie le informazioni riguardanti la Società Sportiva Lazio nelle competizioni ufficiali della stagione 1983-1984.

## Stagione

Da sinistra: il neoacquisto e capitano Batista, mediano della nazionale brasiliana, col romanista e connazionale Cerezo nella stracittadina del 26 febbraio 1984.

L'annata pareva aprirsi sotto i migliori auspici per la neopromossa Lazio, stante il sopravvenuto ritorno in massima serie dopo tre anni di cadetteria, e soprattutto per il comeback da New York dell'indimenticata bandiera Giorgio Chinaglia, appena diventato azionista di maggioranza del club e, nelle dichiarazioni d'intenti, deciso a investire massicciamente per riportare la squadra ai fasti dei suoi anni da calciatore.
Il mercato estivo sembrava solleticare i sogni della tifoseria, con i dollari di Long John che trattennero a Roma i «gioielli» Giordano e Manfredonia, e finanziarono l'arrivo in biancoceleste di due talentuosi stranieri: il brasiliano Batista, mediano della Seleção, e il danese Michael Laudrup, giovane ma ancora «troppo fragile» fantasista, che la Juventus aveva dirottato in prestito nella capitale onde meglio farlo adattare ai ritmi del calcio italiano.
Le altisonanti premesse della vigilia vennero tuttavia presto smentite, causa una squadra che, pur affidandosi alle prestazioni del solido terzetto D'Amico-Giordano-Manfredonia, in breve finì invischiata in un tribolato campionato di bassa classifica, passato anche per l'avvicendamento tecnico dicembrino tra l'argentino Juan Carlos Morrone e l'italiano Paolo Carosi. L'undici laziale chiuse infine il torneo a un sofferto tredicesimo posto, raggiungendo la salvezza in extremis all'ultima giornata grazie al pareggio strappato sul campo del Pisa, decisivo ai fini biancocelesti per appaiare il rivale Genoa a pari punti e superarlo per via della migliore classifica avulsa.

## Divise e sponsor
Il fornitore tecnico della stagione è ancora Ennerre, così come è confermato lo sponsor ufficiale Sèleco. La prima maglia è celeste con i bordini bianchi; i pantaloncini sono bianchi, con calzettoni celesti. La seconda divisa è bianca con dettagli celesti.
| Casa | Trasferta |

## Organigramma societario
Area direttiva
- Presidente: Giorgio Chinaglia
- General manager: Felice Pulici
- Segretaria: Gabriella Grassi

Area tecnica
- Direttore tecnico: Roberto Lovati
- Direttore sportivo: Nello Governato
- Allenatore: Juan Carlos Morrone, poi dalla 13ª giornata Paolo Carosi
- Allenatore in seconda: Sergio Guenza
- Allenatore Primavera: Luigi Lenzi

Area sanitaria
- Medico sociale: Renato Ziaco
- Massaggiatore: Luigi Trippanera

## Rosa
| N. |                   | Ruolo | Calciatore                           |
| -- | ----------------- | ----- | ------------------------------------ |
|    | Italia (bandiera) | P     | Massimo Cacciatori                   |
|    | Italia (bandiera) | P     | Mario Ielpo                          |
|    | Italia (bandiera) | P     | Fernando Orsi                        |
|    | Italia (bandiera) | D     | Vincenzo Chiarenza                   |
|    | Italia (bandiera) | D     | Mauro Della Martira                  |
|    | Italia (bandiera) | D     | Daniele Filisetti                    |
|    | Italia (bandiera) | D     | Lionello Manfredonia (vice capitano) |
|    | Italia (bandiera) | D     | Renato Miele                         |
|    | Italia (bandiera) | D     | Massimo Piscedda                     |
|    | Italia (bandiera) | D     | Gabriele Podavini                    |
|    | Italia (bandiera) | D     | Arcadio Spinozzi                     |

| N. |                      | Ruolo | Calciatore         |
| -- | -------------------- | ----- | ------------------ |
|    | Brasile (bandiera)   | C     | Batista (capitano) |
|    | Italia (bandiera)    | C     | Angelo Cupini      |
|    | Italia (bandiera)    | C     | Vincenzo D'Amico   |
|    | Italia (bandiera)    | C     | Giancarlo Marini   |
|    | Italia (bandiera)    | C     | Rinaldo Piraccini  |
|    | Italia (bandiera)    | C     | Enrico Vella       |
|    | Italia (bandiera)    | C     | Claudio Vinazzani  |
|    | Italia (bandiera)    | A     | Bruno Giordano     |
|    | Danimarca (bandiera) | A     | Michael Laudrup    |
|    | Italia (bandiera)    | A     | Mauro Meluso       |
|    | Italia (bandiera)    | A     | Mario Piga         |

## Calciomercato

### Sessione estiva
| Acquisti | Acquisti            | Acquisti  | Acquisti      |
| R.       | Nome                | da        | Modalità      |
| -------- | ------------------- | --------- | ------------- |
| P        | Dario Marigo        | Perugia   | fine prestito |
| D        | Vincenzo Chiarenza  | Udinese   | fine prestito |
| D        | Mauro Della Martira |           | svincolato    |
| D        | Daniele Filisetti   | Atalanta  | definitivo    |
| D        | Massimo Piscedda    | Sanremese | fine prestito |
| C        | Batista             | Palmeiras | definitivo    |
| C        | Angelo Cupini       | Cavese    | definitivo    |
| C        | Rinaldo Piraccini   | Pistoiese | definitivo    |
| C        | Claudio Vinazzani   | Napoli    | definitivo    |
| A        | Michael Laudrup     | Juventus  | prestito      |
| A        | Mario Piga          | Perugia   | definitivo    |

| Cessioni | Cessioni            | Cessioni         | Cessioni      |
| R.       | Nome                | a                | Modalità      |
| -------- | ------------------- | ---------------- | ------------- |
| P        | Dario Marigo        | Campania         | definitivo    |
| P        | Maurizio Moscatelli | Cavese           | definitivo    |
| D        | Ernesto Calisti     | Cavese           | prestito      |
| D        | Carlo Perrone       | Ascoli           | definitivo    |
| D        | Paolo Pochesci      | Ascoli           | definitivo    |
| D        | Marco Saltarelli    | Monza            | definitivo    |
| D        | Antonio Sciarpa     | Cavese           | definitivo    |
| C        | Roberto Badiani     | Vigor Senigallia | definitivo    |
| C        | Mauro De Angelis    | Lodigiani        | definitivo    |
| C        | Michele De Nadai    | Pistoiese        | definitivo    |
| C        | Maurizio Montesi    |                  | fine carriera |
| C        | Roberto Tavola      | Juventus         | fine prestito |
| A        | Claudio Ambu        | Monza            | definitivo    |
| A        | Stefano Chiodi      | Prato            | definitivo    |
| A        | Leonardo Surro      | Siena            | definitivo    |

### Sessione autunnale
| Acquisti | Acquisti | Acquisti | Acquisti |
| R.       | Nome     | da       | Modalità |
| -------- | -------- | -------- | -------- |

| Cessioni | Cessioni           | Cessioni  | Cessioni   |
| R.       | Nome               | a         | Modalità   |
| -------- | ------------------ | --------- | ---------- |
| D        | Vincenzo Chiarenza | Triestina | definitivo |
| C        | Enrico Vella       | Atalanta  | definitivo |

## Risultati

### Serie A

#### Girone d'andata
| Arbitro: | Mattei (Macerata) |

|                                                          |           |                  |
| Di Gennaro 19’ Guidetti 24’ Volpati 41’ Iorio 55’ (rig.) | Marcatori | 60’, 90’ Laudrup |

| Arbitro: | Barbaresco (Cormons) |

|                                     |           |  |
| Giordano 22’ Cupini 61’ Laudrup 90’ | Marcatori |  |

| Genova 25 settembre 1983, ore 15:00 CEST 3ª giornata | Genoa            | 0 – 0 referto | Lazio | Stadio Luigi Ferraris (29 024 spett.)\| Arbitro: \| D'Elia (Salerno) \| |
| Arbitro:                                             | D'Elia (Salerno) |               |       |                                                                         |

| Arbitro: | Bergamo (Livorno) |

|  |           |             |
|  | Marcatori | 42’ Platini |

| Arbitro: | Pairetto (Torino) |

|               |           |                     |
| Marocchino 1’ | Marcatori | 78’ (rig.) Giordano |

| Arbitro: | Agnolin (Bassano del Grappa) |

|  |           |                    |
|  | Marcatori | 4’ Nela 63’ Pruzzo |

| Arbitro: | Pieri (Genova) |

|                                              |           |                 |
| Battistini 13’, 40’ Blissett 19’ Carotti 55’ | Marcatori | 47’ Manfredonia |

| Arbitro: | Paparesta (Bari) |

|                 |           |               |
| Meluso 26’, 31’ | Marcatori | 43’ Bertoneri |

| Arbitro: | Menicucci (Firenze) |

|                                                    |           |  |
| Schachner 8’ Dossena 30’ Hernández 63’ (rig.), 89’ | Marcatori |  |

| Arbitro: | Ballerini (La Spezia) |

|                                      |           |  |
| Giordano 49’ (rig.), 85’ Laudrup 72’ | Marcatori |  |

| Arbitro: | Mattei (Macerata) |

|              |           |                              |
| Giordano 35’ | Marcatori | 54’ Antognoni 81’ Passarella |

| Arbitro: | Paparesta (Bari) |

|                             |           |  |
| De Rosa 47’, 86’ Dirceu 65’ | Marcatori |  |

| Arbitro: | Menicucci (Firenze) |

|                        |           |                       |
| D'Amico 19’ Cupini 36’ | Marcatori | 78’ Edinho 90’ Virdis |

| Arbitro: | Redini (Pisa) |

|                      |           |  |
| Juary 36’ Borghi 52’ | Marcatori |  |

| Arbitro: | Casarin (Milano) |

|  |           |              |
|  | Marcatori | 39’ Vianello |

#### Girone di ritorno
| Arbitro: | Bergamo (Livorno) |

|                 |           |                  |
| Manfredonia 36’ | Marcatori | 31’ (rig.) Iorio |

| Arbitro: | Agnolin (Bassano del Grappa) |

|                        |           |                 |
| Manfredonia 10’ (aut.) | Marcatori | 63’ Manfredonia |

| Arbitro: | D'Elia (Salerno) |

|                                    |           |            |
| Manfredonia 57’ D'Amico 68’ (rig.) | Marcatori | 41’ Mileti |

| Arbitro: | Pieri (Genova) |

|                                        |           |             |
| Piscedda 12’ (aut.) Platini 63’ (rig.) | Marcatori | 71’ Laudrup |

| Arbitro: | Bergamo (Livorno) |

|                               |           |                |
| Batista 4’ D'Amico 63’ (rig.) | Marcatori | 43’ R. Mancini |

| Arbitro: | Agnolin (Bassano del Grappa) |

|                                     |           |                                            |
| Di Bartolomei 40’ (rig.) Cerezo 53’ | Marcatori | 9’ (aut.) Di Bartolomei 24’ (rig.) D'Amico |

| Roma 11 marzo 1984, ore 15:00 CET 22ª giornata | Lazio                | 0 – 0 referto | Milan | Stadio Olimpico (57 162 spett.)\| Arbitro: \| Barbaresco (Cormons) \| |
| Arbitro:                                       | Barbaresco (Cormons) |               |       |                                                                       |

| Arbitro: | Lo Bello (Siracusa) |

|                                                  |           |  |
| Colomba 20’ (rig.) Tagliaferri 48’ Bertoneri 67’ | Marcatori |  |

| Arbitro: | Magni (Bergamo) |

|            |           |  |
| D'Amico 5’ | Marcatori |  |

| Arbitro: | Pairetto (Torino) |

|                  |           |                    |
| A. Carnevale 19’ | Marcatori | 66’ (rig.) D'Amico |

| Arbitro: | Lanese (Messina) |

|                                         |           |                                |
| Passarella 30’, 32’ Spinozzi 62’ (aut.) | Marcatori | 25’ Laudrup 78’ (rig.) D'Amico |

| Arbitro: | Agnolin (Bassano del Grappa) |

|                              |           |                             |
| Giordano 1’ Laudrup 33’, 62’ | Marcatori | 42’ Dal Fiume 77’ Celestini |

| Arbitro: | Casarin (Milano) |

|                             |           |  |
| Batista 68’ (aut.) Zico 86’ | Marcatori |  |

| Arbitro: | Barbaresco (Cormons) |

|                                |           |                     |
| Nicolini 36’ (aut.) Cupini 48’ | Marcatori | 43’ (aut.) Giordano |

| Arbitro: | D'Elia (Salerno) |

|                           |           |                          |
| Berggreen 47’ Mariani 90’ | Marcatori | 11’, 67’ (rig.) Giordano |

### Coppa Italia

#### Primo turno
| Catanzaro 21 agosto 1983 1ª giornata | Catanzaro       | 0 – 0 | Lazio | Stadio Comunale (16 000 spett.)\| Arbitro: \| Magni (Bergamo) \| |
| Arbitro:                             | Magni (Bergamo) |       |       |                                                                  |

| Arbitro: | Barbaresco (Cormons) |

|                       |           |  |
| Vella 34’ D'Amico 47’ | Marcatori |  |

| Arbitro: | Pieri (Genova) |

|                 |           |  |
| C. Caricola 20’ | Marcatori |  |

| Bari 31 agosto 1983 4ª giornata | Bari            | 0 – 0 | Lazio | Stadio della Vittoria (21 000 spett.)\| Arbitro: \| Facchin (Udine) \| |
| Arbitro:                        | Facchin (Udine) |       |       |                                                                        |

| Arbitro: | D'Elia (Salerno) |

|                   |           |             |
| Boniek 55’ (aut.) | Marcatori | 56’ Cabrini |

## Statistiche

### Statistiche di squadra
| Competizione | Punti | In casa | In casa | In casa | In casa | In casa | In casa | In trasferta | In trasferta | In trasferta | In trasferta | In trasferta | In trasferta | Totale | Totale | Totale | Totale | Totale | Totale | DR  |
| Competizione | Punti | G       | V       | N       | P       | Gf      | Gs      | G            | V            | N            | P            | Gf           | Gs           | G      | V      | N      | P      | Gf     | Gs     | DR  |
| ------------ | ----- | ------- | ------- | ------- | ------- | ------- | ------- | ------------ | ------------ | ------------ | ------------ | ------------ | ------------ | ------ | ------ | ------ | ------ | ------ | ------ | --- |
| Serie A      | 25    | 15      | 8       | 3       | 4       | 22      | 15      | 15           | 0            | 6            | 9            | 13           | 34           | 30     | 8      | 9      | 13     | 35     | 49     | -14 |
| Coppa Italia |       | 2       | 1       | 1       | 0       | 3       | 1       | 3            | 0            | 2            | 1            | 0            | 1            | 5      | 1      | 3      | 1      | 3      | 2      | +1  |
| Totale       |       | 17      | 9       | 4       | 4       | 25      | 16      | 18           | 0            | 8            | 10           | 13           | 35           | 35     | 9      | 12     | 14     | 38     | 51     | -13 |

### Statistiche dei giocatori
Nel conteggio delle reti realizzate si aggiungano due autoreti a favore in campionato e un'autorete a favore in Coppa Italia.
| Giocatore        | Serie A  | Serie A | Serie A     | Serie A    | Coppa Italia | Coppa Italia | Coppa Italia | Coppa Italia | Totale   | Totale | Totale      | Totale     |
| Giocatore        | Presenze | Reti    | Ammonizioni | Espulsioni | Presenze     | Reti         | Ammonizioni  | Espulsioni   | Presenze | Reti   | Ammonizioni | Espulsioni |
| ---------------- | -------- | ------- | ----------- | ---------- | ------------ | ------------ | ------------ | ------------ | -------- | ------ | ----------- | ---------- |
| Batista          | 25       | 1       | ?           | ?          | 5            | 0            | ?            | ?            | 30       | 1      | ?           | ?          |
| M. Cacciatori    | 14       | -23     | ?           | ?          | 5            | -2           | ?            | ?            | 19       | -25    | ?           | ?          |
| V. Chiarenza     | 3        | 0       | ?           | ?          | 3            | 0            | ?            | ?            | 6        | 0      | ?           | ?          |
| A. Cupini        | 24       | 3       | ?           | ?          | 5            | 0            | ?            | ?            | 29       | 3      | ?           | ?          |
| V. D'Amico       | 25       | 7       | ?           | ?          | 5            | 1            | ?            | ?            | 30       | 8      | ?           | ?          |
| M. Della Martira | 6        | 0       | ?           | ?          | -            | -            | -            | -            | 6        | 0      | 0+          | 0+         |
| D. Filisetti     | 22       | 0       | ?           | ?          | -            | -            | -            | -            | 22       | 0      | 0+          | 0+         |
| B. Giordano      | 18       | 8       | ?           | ?          | 5            | 0            | ?            | ?            | 23       | 8      | ?           | ?          |
| M. Ielpo         | -        | -       | ?           | ?          | -            | -            | ?            | ?            | -        | -      | ?           | ?          |
| M. Laudrup       | 30       | 8       | ?           | ?          | 5            | 0            | ?            | ?            | 35       | 8      | ?           | ?          |
| L. Manfredonia   | 26       | 4       | ?           | ?          | 5            | 0            | ?            | ?            | 31       | 4      | ?           | ?          |
| G. Marini        | 19       | 0       | ?           | ?          | 1            | 0            | ?            | ?            | 20       | 0      | ?           | ?          |
| M. Meluso        | 12       | 2       | ?           | ?          | -            | -            | -            | -            | 12       | 2      | 0+          | 0+         |
| R. Miele         | 16       | 0       | ?           | ?          | 1            | 0            | ?            | ?            | 17       | 0      | ?           | ?          |
| F. Orsi          | 17       | -26     | ?           | ?          | -            | -            | -            | -            | 17       | -26    | 0+          | 0+         |
| M. Piga          | 11       | 0       | ?           | ?          | -            | -            | -            | -            | 11       | 0      | 0+          | 0+         |
| R. Piraccini     | 16       | 0       | ?           | ?          | -            | -            | -            | -            | 16       | 0      | 0+          | 0+         |
| M. Piscedda      | 15       | 0       | ?           | ?          | 5            | 0            | ?            | ?            | 20       | 0      | ?           | ?          |
| G. Podavini      | 22       | 0       | ?           | ?          | 1            | 0            | ?            | ?            | 23       | 0      | ?           | ?          |
| A. Spinozzi      | 27       | 0       | ?           | ?          | 5            | 0            | ?            | ?            | 32       | 0      | ?           | ?          |
| E. Vella         | 5        | 0       | ?           | ?          | 5            | 1            | ?            | ?            | 10       | 1      | ?           | ?          |
| C. Vinazzani     | 28       | 0       | ?           | ?          | 5            | 0            | ?            | ?            | 33       | 0      | ?           | ?          |